# Phoradendron perrottetii
Phoradendron perrottetii là một loài thực vật có hoa trong họ Santalaceae. Loài này được Nutt. miêu tả khoa học đầu tiên năm 1848.